# Monaco i olympiska sommarspelen 1952
Monaco deltog i de olympiska sommarspelen 1952 med en trupp bestående av 8 deltagare. Ingen av landets deltagare erövrade någon medalj.